# Wallis (Teksas)
Wallis – miasto w Stanach Zjednoczonych, w stanie Teksas, w hrabstwie Austin.